# Тханароннават, Наттхая
Наттхая Тханароннават (тайск. ณัฐธยาน์ ธนรณวัฒน์; род. 12 июня 1979, Лампхун, Лампхун) — тайская легкоатлетка, специалистка по бегу на длинные дистанции и марафону. Выступала на профессиональном уровне в 2011—2023 годах, чемпионка Игр Юго-Восточной Азии, победительница и призёрка ряда крупных международных стартов, участница летних Олимпийских игр в Рио-де-Жанейро.

## Биография
Наттхая Тханароннават родилась 12 июня 1979 года в городе Лампхун, Таиланд. Окончила Чиангмайский университет.
Первого серьёзного успеха в лёгкой атлетике добилась в сезоне 2011 года, когда на домашних соревнованиях в Бангкоке выиграла серебряную и золотую медали в беге на 5000 и 10 000 метров, установив при этом свои личные рекорды в данных дисциплинах — 17:43.91 и 36:34.58. Также в этом сезоне с результатом 2:53:35 финишировала шестой на чемпионате Азии по марафону, прошедшем в рамках Паттайского международного марафона.
В 2012 году стала седьмой на Паттайском международном марафоне и четвёртой на Марафоне острова Самуй.
В ноябре 2013 года с личным рекордом 1:21:42 одержала победу на Бангкокском полумарафоне.
В 2014 году завоевала три золотые награды на Национальных играх в Накхонратчасиме: в дисциплинах 5000 метров, 10 000 метров и полумарафоне.
В 2015 году отметилась победой в марафоне на Играх Юго-Восточной Азии в Сингапуре (3:03:25).
В 2016 году с личным рекордом 2:44:45 заняла 23-е место на Хьюстонском марафоне. Выполнив олимпийский квалификационный норматив (2:45:00), удостоилась права защищать честь страны на летних Олимпийских играх в Рио-де-Жанейро — в программе марафона показала время 3:11:31, расположившись в итоговом протоколе соревнований на 130-й строке.
На Бангкокском марафоне 2017 года с результатом 3:09:17 пришла к финишу второй.
В 2022 году становилась второй на полумарафонах в Бурираме и Пранбури.
В 2023 году представляла Таиланд на чемпионате Азии по кроссу в Катманду, заняла на дистанции 10 км 12-е место.